# Belait
Belait  är ett distrikt i Brunei. Det ligger i den centrala delen av landet. Antalet invånare är 54 200. Arean är 2 727 kvadratkilometer.
Terrängen i Belait  är platt åt nordväst, men åt sydost är den kuperad.
Belait  delas in i:
- Bukit Sawat
- Kuala Balai
- Mukim Kuala Belait
- Labi
- Liang
- Melilas
- Seria
- Sukang

Följande samhällen finns i Belait :
- Kuala Belait
- Seria

I Belait växer i huvudsak städsegrön lövskog.